# Abdelkader Kadi
Abdelkader Kadi, né le 23 octobre 1952 à Ain Sefra en Algérie, est un fonctionnaire dans l'administration publique en Algérie et ancien ministre. Il est actuellement condamné au total à 15 ans d'emprisonnement pour des faits de corruption.

## Études
École polytechnique d'architecture et d'urbanisme (EPAU) à Alger (1974-1979)

## Fonctions
Ses principales fonctions occupées sont :
1. Wali délégué de Bab El Oued: 2000-2004
2. Wali de Aïn Defla: 2004-2010
3. Wali de Relizane: 2010-2014
4. Ministre des Travaux Publics: 2014-2015
5. Ministre de l'Agriculture et du Développement Rural: 2015-2015
6. Wali de Tipaza: (Juillet 2015 - 3 octobre 2016).

## Condamnation
Le 4 juin 2020, il est condamné à 10 ans de prison pour « détournement de foncier agricole et trafic d'influence ». Sa peine est réduite à 3 ans de prison en avril 2022.
Le 1er juillet 2020 dans le cadre de l'affaire Haddad le tribunal de Sidi M'Hamed le condamne à cinq ans d'emprisonnement.
En 2021, ses biens sont confisqués.
Accusé de « dilapidation de deniers publics, de corruption et d'attribution d'indus avantages » dans une affaire liée à la construction d'une pénétrante de l'autoroute Est-Ouest, il est condamné à 4 ans de prison en mars 2022.
Le 29 novembre 2022, il est condamné à 12 ans de prison pour « blanchiment d'argent, enrichissement illicite, fausse déclaration, dissimulation de revenus issus d'actes de corruption et infraction à la législation et à la réglementation des changes et des mouvements des capitaux de et vers l'étranger ».